# رشته پیچی (در مواد کامپوزیتی)
رشته پیچی یک روش تولید است که عمدتاً برای ساختارهای سر-باز (سیلندری) یا سازه‌های سر بسته (مخازن تحت فشار یا تانکرها) استفاده می‌شود. این فرایند شامل پیچیدن رشته یا فیبر تحت فشار دور یک محور چرخان است. محور چرخان دور (محور ۱ یا X: اسپیندل) چرخانده می‌شود در حالی که یک زاویه تحویل بر روی حامل (محور ۲ یا Y: افقی) به صورت افقی در یک خط با محور چرخان قرار می‌گیرد و فیبرها را در الگو یا زاویه دلخواه قرار می‌دهد. رایج‌ترین فیبرها، فیبرهای شیشه یا کربن هستند و در یک حمام (منبع) با رزین آغشته می‌شوند و همزمان دور محور پیچیده می‌شوند. هنگامی که محور به‌طور کامل به ضخامت مورد نظر می‌رسد، رزین پخته می‌شود. بسته به سیستم رزین و ویژگی‌های پخت آن، اغلب محور چرخان در یک اجاق قرار می‌گیرد یا تا زمان پخت درون بخاری‌های تابشی قرار می‌گیرد. هنگامی که رزین پخته شد، محصول نهایی توخالی با خروج محور حاصل می‌گردد. برای بعضی از محصولات مانند بطری‌های گاز، «محور» بخشی دائمی از محصول نهایی است که برای جلوگیری از نشت گاز یا به عنوان یک مانع برای محافظت از مادهٔ کامپوزیت از مایعات ذخیره شده در آن در محصول نهایی باقی می‌ماند.
رشته پیچی جهت اتوماسیون بسیار مناسب است و در کاربردهای بسیاری مانند لوله و مخزنهای فشار کوچک می‌تواند بدون مداخله انسانی رشته پیچی و پخت شود. متغیرهای کنترل‌شونده برای رشته پیچی عبارتند از نوع فیبر یا رشته، محتوای رزین، زاویه پیچش، پهنا و ضخامت دستهٔ فیبر. زاویه ای که با آن فیبر پیچیده می‌شود روی خواص محصول نهایی تأثیر می‌گذارد. یک زاویه بزرگ قدرت محوری را فراهم می‌کند، در حالی که الگوهایی با زاویه پایین (قطبی یا مارپیچی) مقاومت کششی طولی یا محوری بیشتری را فراهم می‌کنند.
محصولاتی که در حال حاضر با استفاده از این تکنیک تولید می‌شوند شامل لوله‌ها، چوب گلف، محفظه‌های غشایی اوزمسیس معکوس، پارو، چنگال دوچرخه، رینگ‌های دوچرخه، قطب‌های قدرت و انتقال، مخازن تحت فشار برای روکش موشک، بدنه هواپیما و تیرهای چراغ برق و قایق‌های تفریحی می‌شوند.

## ماشین آلات رشته پیچی
ساده‌ترین ماشین‌های رشته پیچ دارای دو محور حرکت، محور چرخان و محور حمال (معمولاً افقی) هستند. ماشین‌های دو محوره تنها برای ساخت لوله‌ها مناسب هستند. برای مخازن تحت فشار مانند منبع‌های LPG یا CNG (به عنوان مثال) طبیعی است که یک دستگاه رشته پیچ چهار محور داشته باشد. ماشین چهار محوره علاوه بر این دو محور دارای یک محور شعاعی (متقاطع) عمود بر محور حمال و دارای یک سر فیبر چرخشی نصب شده روی محور cross-feed است. چرخش سر می‌تواند مانع پیچش باند فیبر شده و باعث تناوب در عرض در حین رشته پیچی گردد.
ماشین آلات با بیش از چهار محور می‌توانند برای کاربردهای پیشرفته مورد استفاده قرار گیرند، دستگاه‌های رشته پیچ شش محور معمولاً ۳ محور خطی و ۳ محور چرخشی دارند. ماشین آلات با بیش از ۲ محور حرکت دارای کنترل کامپیوتری/CNC هستند، با این حال امروزه ماشینهای ۲ محورهٔ جدید عمدتاً کنترل عددی دارند. ماشین‌های رشته پیچ کامپیوتری نیاز به استفاده از نرم‌افزار برای تولید الگوهای رشته پیچی و تعیین مسیرهای ماشین دارند؛ اینگونه نرم‌افزارها به‌طور معمول توسط تولیدکنندگان دستگاه‌های رشته پیچ ارائه می‌گردد یا با استفاده از محصولات مستقل مانند Cadfil یا Cadwind تکنیک‌های برنامه‌نویسی برای دستگاه‌های CNC میسر می‌شوند. نمونه ای از چنین فرایند رشته پیچی می‌تواند به وفور در اینترنت یافت شود.

## فرایند
در فرایند رشته پیچی.
- از یک طول رشته یا فیبر پیوسته / رووینگ (Roving مستقیم انتها سینگل)، یا نوار استفاده می‌شود.
- این روند باعث تولید یک پوسته مواد با نسبت بالای قدرت-به-وزن به علت درصد بالای حضور فیبر شیشه در ماتریکس کامپوزیت (۸۰–۷۰٪) می‌گردد.
- الگوها ممکن است طولی، دورانی، اسپیرال یا قطبی باشند[۴]
- اغلب نیاز به پخت حرارتی قطعات است.

فرایندهای رشته پیچی می‌تواند از نوع پیوسته یا ناپیوسته باشد.

### فرایند پیچش پیوسته
فرایندهای پیچش پیوسته برای تولید لوله‌های کم فشار، لوله‌های با قطر کوچک یا بزرگ به‌طور مداوم بر روی یک محور تشکیل شده از یک باند نامحدود (معمولاً به عنوان فرایند Drostholm شناخته می‌شود) استفاده می‌شوند. لوله‌های تولید شده از طریق این فرایند عمدتاً برای شبکه‌های انتقال / توزیع (آب، فاضلاب، پساب) مورد استفاده قرار می‌گیرند. ماشین‌های رشته پیچی پیوسته معمولاً ماشین‌های دو محورهٔ قادر به قرار دادن فیبر و پارچه فایبر گلاس در یک الگوی مداوم دورانی هستند. این ماشین‌ها معمولاً با موتورهای ساطوری چندگانه (برای قرار دادن فیبر چند جهته بر روی قطعه) و مخازن شن و ماسه (برای رها کردن شن و ماسه بر روی قطعه و تحویل یک هسته ساختاری تقویت شده) تجهیز شده‌اند.

### فرایند پیچش ناپیوسته
فرایند رشته پیچی ناپیوسته برای ساخت قطعات فشار بالا، لوله‌ها، مخازن تحت فشار و اجزای پیچیده استفاده می‌شود. دستگاه‌های چند محوره برای تنظیم زاویه نشست باند فایبر گلاس استفاده می‌شود. دستگاه رشته پیچی ناپیوسته را ببینید.

## دیگر تجهیزات رشته پیچی

### اشباع فایبرگلاس
فایبر گلاس‌ها در یک حمام رزین جهت پوشانده شدن با سیستم رزین غوطه ور می‌گردند. هر فیبر در رشته فایبر گلاس با مواد شیمیایی پوشانده و روکاری می‌شود که باند ثانویه بین رشته فایبر گلاس و رزین را فراهم می‌کند. این پوشش یا روکاری می‌تواند سازگار با یک سیستم رزین منحصر به فرد (مانند سازگار با پلی استر یا سازگار با اپوکسی) یا سازگار با چند سیستم (سازگار با پلی استر + اپوکسی + پلی اورتان) باشد. سازگاری پوشش در حصول اطمینان از پیوند بین رزین و فیبر، به جز در مورد سیستم‌های رزین پلی اورتان که در آن رزین به‌طور مستقیم به فایبر گلاس و به همان اندازه به پوشش می‌پیوندد ضروری است. سیستم‌های آغشته سازی با رزین مرسوم عبارتند از "W Dip Bath" یا "Roll Doctoring"، با این حال به تازگی پیشرفت‌های عمده ای در متدهای اشباع برای کاهش ضایعات، به حداکثر رساندن تأثیر اشباع با رزین و بهبود خواص ماتریکس کامپوزیت حاصل گردیده‌است. این امر باعث بهبود اشباع و نسبت رزین به فایبر گلاس کنترل شده تری در مقایسه با روش‌های اشباع معمولی می‌شود.
سپس دسته فیبرهای اشیاع شده با رزین در اطراف یک محور (هستهٔ قالب) با یک الگوی کنترل شده می‌پیچند تا شکل قطعه را به خود گیرند. پس از پیچش، رزین به‌طور معمول با استفاده از گرما می‌پزد. هسته قالب ممکن است حذف شود یا ممکن است به عنوان جزء جدایی ناپذیر داخلی (Rosato, DV) باقی بماند. این فرایند عمدتاً برای تولید اجزای توخالی با سطح مقطع دایره ای یا بیضوی مانند لوله‌ها و مخازن استفاده می‌شود. منابع تحت فشار، لوله و شفت درایو می‌توانند با استفاده از متد رشته پیچی ساخته شوند. این متد با سایر روش‌های کاربردی فیبر مانند لایه چینی یدی، پالتروژن و braiding قابلیت ترکیب شدن دارد. تراکم از طریق کشش فیبر و محتوای رزین در درجه اول اندازه‌گیری می‌شود. الیاف ممکن است با رزین قبل از رشته پیچی (رشته پیچی خیس)، پیش-اشباع (رشته پیچی خشک) گشته یا پس-اشباع شوند. رشته پیچی خیس دارای مزایای استفاده از مواد کم هزینهٔ با عمر طولانی و غلظت کم است. قطعات تولید شده با سیستم‌های پیش-اشباع دارای محتوای رزین متداوم تری هستند و اغلب می‌توانند سریعتر پخت شوند.

### تنشنرهای فایبر گلاس
کشش فیبر یک عنصر مهم در ساخت سازه‌های کامپوزیتی است. اگر کشش در رشته خیلی کم باشد، ساختار لمینت کامپوزیتی قدرت و عملکرد مکانیکی کمتری خواهد داشت. اگر کشش بیش از حد بالا باشد، رشته‌ها ممکن است دچار سایش و ریش‌ریش شدن شوند. به دلیل کشش بیش از حد، نسبت رزین به فایبر گلاس در لمینت می‌تواند به فراتر از حد مجاز افزایش یابد که باعث نامناسب گشتن این لمینت‌ها برای حمل مایعات می‌گردد.
تنشنرهای فایبر گلاس ممکن است کشش خشک یا مرطوب، بسته به محل آن، قبل یا پس از اشباع، را در رشته‌های فایبرگلاس ایجاد نمایند.

## مواد
گلاس فایبر فیبری است که اغلب برای رشته پیچی استفاده می‌شود، الیاف کربن و آرامید نیز می‌توانند مورد استفاده قرار گیرند. اکثر ساختارهای با قدرت بالا و حساس هوافضا با رزین‌های اپوکسی یا پلی اورتان تولید می‌شوند در حالی که که رزین‌های پلی اورتان یا اپوکسی یا رزین‌های پلی استر ارزان‌تر برای اکثر کاربردهای دیگر انتخاب می‌شوند. توانایی استفاده از تقویت پیوسته بدون هیچ گونه شکست یا اتصالات، مزیت مهمی است که با حدود ۶۰ تا ۸۰ درصد فیبر در حجم قابل دستیابی است. فقط سطح داخلی یک قطعه ساخته شده با متد رشته پیچی صاف خواهد بود مگر اینکه عملیات ثانویه بر روی سطح بیرونی آن انجام شود. قطعه قبل از خارج کردن محور به‌طور معمول در دمای بالا حرارت داده و پخته می‌شود. عملیات پایانی مانند ماشینکاری یا سنگ زنی در این متد معمولاً لازم نیست (Furness, J. ، Azom.com).
- رزین‌ها: هر رزینی، به عنوان مثال اپوکسی، پلی اورتان، پلی استر، وینیلستر، فنول ها، فوران‌ها، پلی آمیدها.
- الیاف: الیاف شیشه، آرمید، کربن و بورون. این فیبرها به‌طور مستقیم از منبع باز شده و به صورت پارچه ای یا بافته شده استفاده نمی‌شوند.
- هسته: هر هسته ای، هر چند اجزا معمولاً تک-پوسته ای هستند.

## خطرات

### انتشارات
نیروی انسانی در فرایند تولید فایبر گلاس با استفاده از سیستم‌های رزین پلی استر و وینیل استر در معرض خطرات متعدد - از جمله دز بالای استایرن هستند. همان‌طور که کنترل و محدودیت انتشار استایرن جدی تر می‌شود، صنعت به آرامی به سمت سیستم‌های رزینی مانند پلی اورتان‌ها که حلال‌های فرار ندارند تمایل می‌یابد.

### بیسفنول A
Bisphenol A (BPA) یک جزء کلیدی از سیستم‌های رزین اپوکسی است. BPA یک مادهٔ خطرناک بوده و استفاده از آن در بسیاری از کشورها در محصولاتی مانند بطری‌های بچه ممنوع است. از آنجائیکه BPA یک سم با قابلیت تولیدی، رشدی و سیستمیک در مطالعات حیوانی است و استروژنیک ضعیف است، در مورد تأثیر بالقوه آن به ویژه در سلامت کودکان و محیط زیست نگرانی‌هایی وجود دارد. US-EPA قصد دارد تحلیل‌های جایگزینی برای BPA را در مواد BPA دار در پوشش لوله آب و فاضلاب آغاز کند، زیرا که این کاربری‌ها می‌تواند انسان و محیط زیست را در معرض خطر قرار دهد. BPA موجود در مواد کامپوزیتی مبتنی بر اپوکسی، مانند لوله‌ها می‌تواند در دماهای بالا در مایع (آب) نشت یافته و خطرآفرین باشد.

### مواد سمی و خطرناک مورد استفاده در فرایند پخت
- MEKP ماده ای مضر برای پوست است و می‌تواند باعث خوردگی یا کوری شود.
- MDA (4، 4'- Diaminodephenyl methane) یک مادهٔ سرطان زا محسوب می‌شود.